# Distrito de Gonda
Gonda (en hindi; गोंडा जिला) es un distrito de India en el estado de Uttar Pradesh. Código ISO: IN.UP.GN.
Comprende una superficie de 4 448 km².
El centro administrativo es la ciudad de Gonda.

## Demografía
Según censo 2011 contaba con una población total de 3 431 386 habitantes.